# Iwojima
Iwojima (japanisch 硫黄島, Iōtō [⁠ioːtoː⁠], auch Iōjima [⁠ioːʑima⁠], wörtlich: „Schwefelinsel“) (anhörenⓘ) ist eine 23,73 km² große Vulkaninsel im Pazifik, etwa 1200 Kilometer südlich von Tokio. Sie gehört zur Kazan-rettō der Ogasawara-Inseln.
Die Insel ist für Zivilisten nicht zugänglich, heute sind rund 400 japanische Soldaten auf ihr stationiert. Auf Wunsch der früheren Bewohner wurde die Insel im Juni 2007 von der japanischen Regierung wieder zu ihrer ursprünglichen Bezeichnung Iōtō (veraltet Iwōtō) umbenannt, unter der sie vor dem Zweiten Weltkrieg bekannt war. Japanische Marineoffiziere, die vor der Schlacht um Iwojima zur Befestigung der Insel dorthin verlegt worden waren, hatten die Aussprache des Kanji für Insel (島) als -jima (Kun-Lesung) statt -tō (On-Lesung) interpretiert.

## Geologie
Der 170 Meter hohe Vulkan Suribachi bildet die höchste Stelle der Insel.
Iwojima liegt innerhalb einer Caldera mit rund neun Kilometer Durchmesser, die bei einem Vulkanausbruch vor vermutlich 3000 Jahren entstand. Nach der Eruption führte die Wiederauffüllung der Magmakammer zur Hebung des Calderabodens; zwischen den Jahren 1600 und 2000 hob sich die Insel um rund 120 Meter. Dabei treten Erdbebenschwärme auf. Auf Iwojima sind Fumarolen aktiv. In den Jahren 1982, 1994, 1999, 2004, 2009 und 2012 kam es zu kleineren Ausbrüchen; dabei handelte es sich oft um phreatische Explosionen. Im September 2001 ereignete sich eine submarine Eruption etwa 150 bis 200 Meter vor der Südostküste der Insel.

## Geschichte

### Besiedlung
Die Insel war bis 1889 unbewohnt, wurde dann aber besiedelt, 1891 in den japanischen Staatsverband eingegliedert und als Stützpunkt im Pazifik ausgebaut.
Im Jahr 1943 betrug die Einwohnerzahl 1018 Personen in 192 Haushalten verteilt auf Motoyama (元山, dt. „Ursprungsberg“, die zentrale Erhebung der Insel) und darum Higashi (東, dt. „Osten“), Minami (南, dt. „Süden“), Nishi (西, dt. „Westen“) und Kita (北, dt. „Norden“). Die Gemeindeverwaltung, die bis 1940 existierte (als die Gemeinde nach Ogasawara eingemeindet wurde), war für die gesamte Inselkette Kazan-rettō zuständig und damit auch für die Orte Ishinomura und Nishimura auf Kita-Iwojima. Sie hatte ihren Sitz im Ort Higashi im Osten der Insel. Im Jahr 1944 wurde die Zivilbevölkerung auf die japanischen Hauptinseln evakuiert.

### Zweiter Weltkrieg
Im Zweiten Weltkrieg gehörte Iwojima zu Japans pazifischen Stützpunkten. Sie besaß drei Flugplätze.
Die wirtschaftlich unwichtige Insel hatte eine sehr große strategische Bedeutung für beide Kriegsparteien: Die Japaner konnten amerikanische Bomberflotten, die von Saipan aus Richtung Tokio starteten, sehr früh ausmachen und so die Hauptinsel warnen. Für die Amerikaner war es nach der Eroberung dieser Insel wesentlich leichter, die japanische Hauptinsel zu bombardieren, da nun auch Jagdflugzeuge Geleitschutz geben konnten, was vorher wegen deren geringer Reichweite nicht möglich war. Außerdem hätte Iwojima bei einer Invasion der Hauptinsel eine wichtige Rolle gespielt, zu der es wegen der Kapitulation Japans nicht gekommen ist.
Nach über 50-stündiger Bombardierung landeten am 19. Februar 1945 schließlich US-Truppen auf der Insel. Die Schlacht um Iwojima wurde eine der blutigsten des Pazifikkriegs. Laut dem Historiker Samuel Eliot Morison beklagte man auf amerikanischer Seite 6825 Tote und 27.909 Verwundete, während 20.703 japanische Gefallene registriert wurden. Lediglich 216 japanische Soldaten überlebten das Inferno.
Am 23. Februar 1945 nahm der Associated-Press-Fotograf Joe Rosenthal das Foto Raising the Flag on Iwo Jima auf, das zeigt, wie sechs Soldaten eine US-Flagge auf dem höchsten Punkt der Insel hissen, dem Vulkan Suribachi. Das preisgekrönte Foto ging um die Welt und nimmt einen Platz im kollektiven Gedächtnis der USA ein.

### Nachkriegszeit
Auf Iwojima befand sich eine Sendestation des Funknavigationssystems LORAN-C der Senderkette Grid 9970 (24° 48′ 6″ N, 141° 19′ 30″ O). Der Sender verfügte über eine Sendeleistung von 4000 kW und war damit einer der stärksten Sender der Welt. Im Jahr 1965 stürzte der 411,5 m hohe Sendemast der Station bei Wartungsarbeiten um und zerstörte dabei auch das Sendergebäude mitsamt allen technischen Geräten. Die Anlage wurde wiederaufgebaut und erhielt wieder einen ebenfalls 411,5 m hohen Sendemast. Im September 1993 wurde sie stillgelegt und der Antennenmast abgebaut.

## Politische Situation
Iwojima wurde 1877 von Japan annektiert und war nach dem Zweiten Weltkrieg bis 1968 von den USA besetzt. Anschließend wurde sie an Japan zurückgegeben. Heute ist die Insel nicht permanent bewohnt und dient als Militärstützpunkt Japans. Für den Zutritt ist eine besondere Erlaubnis erforderlich.

## Wirtschaft
Im Norden der Insel wurde bis 1944 Zuckerrohranbau betrieben. Auf der „Schwefelinsel“ wurde auch Schwefel abgebaut.

## Verfilmungen
Clint Eastwood verfilmte 2006 die Schlacht um Iwojima von 1945. Da er für die Insel nur eine eingeschränkte Drehgenehmigung erhielt, musste er in Island sowie Barstow (Kalifornien) drehen. Bemerkenswert war, dass Eastwood zwei Filme parallel drehte: Flags of Our Fathers aus Perspektive der Amerikaner und Letters from Iwo Jima aus Perspektive der Japaner. Flags of Our Fathers basiert auf dem gleichnamigen Buch James Bradleys.
Bereits 2004 behandelte die Episode Der Held von Iwo Jima der Fernsehserie Navy CIS Iwojima, erwähnt den 1940er Film Sands of Iwo Jima mit John Wayne und nimmt Eastwoods Parallelisierung in Teilen vorweg.
Die achte Folge der 2010 erschienenen HBO-Miniserie The Pacific behandelt teilweise die Schlacht um Iwojima und insbesondere den Tod des amerikanischen Kriegshelden John Basilone während selbiger.

## Galerie

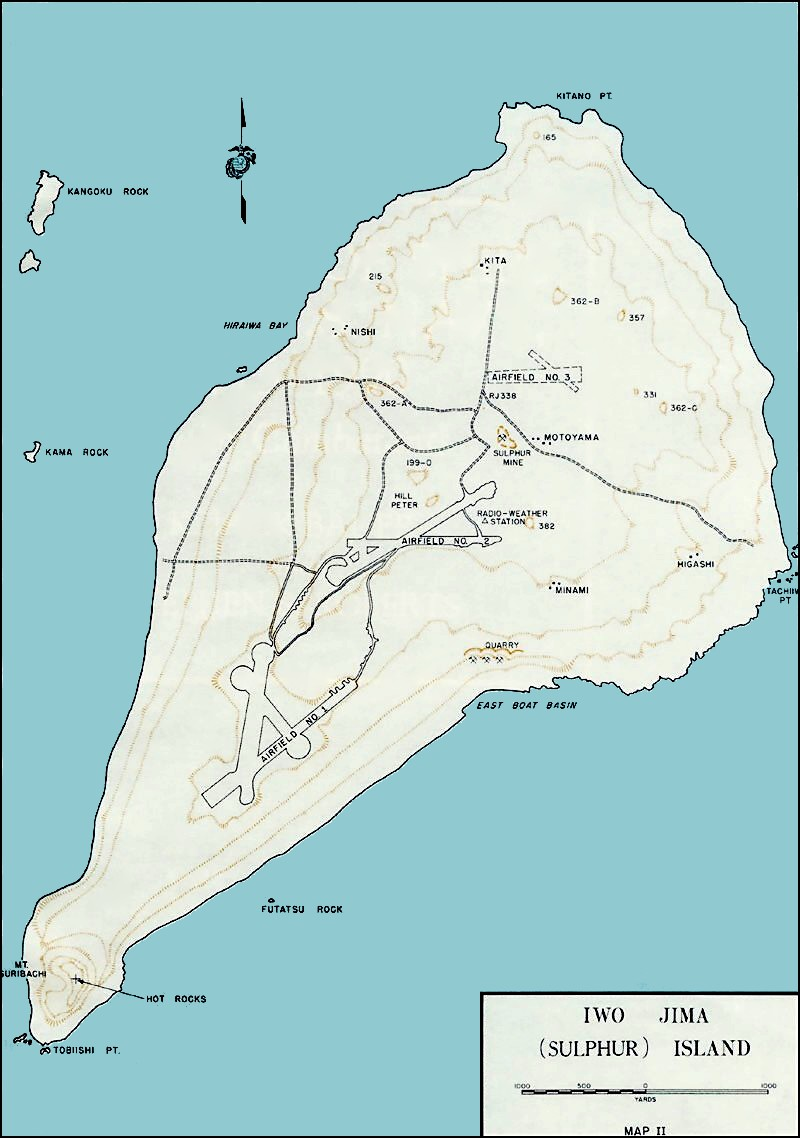
Karte mit Ortsteilen 1945
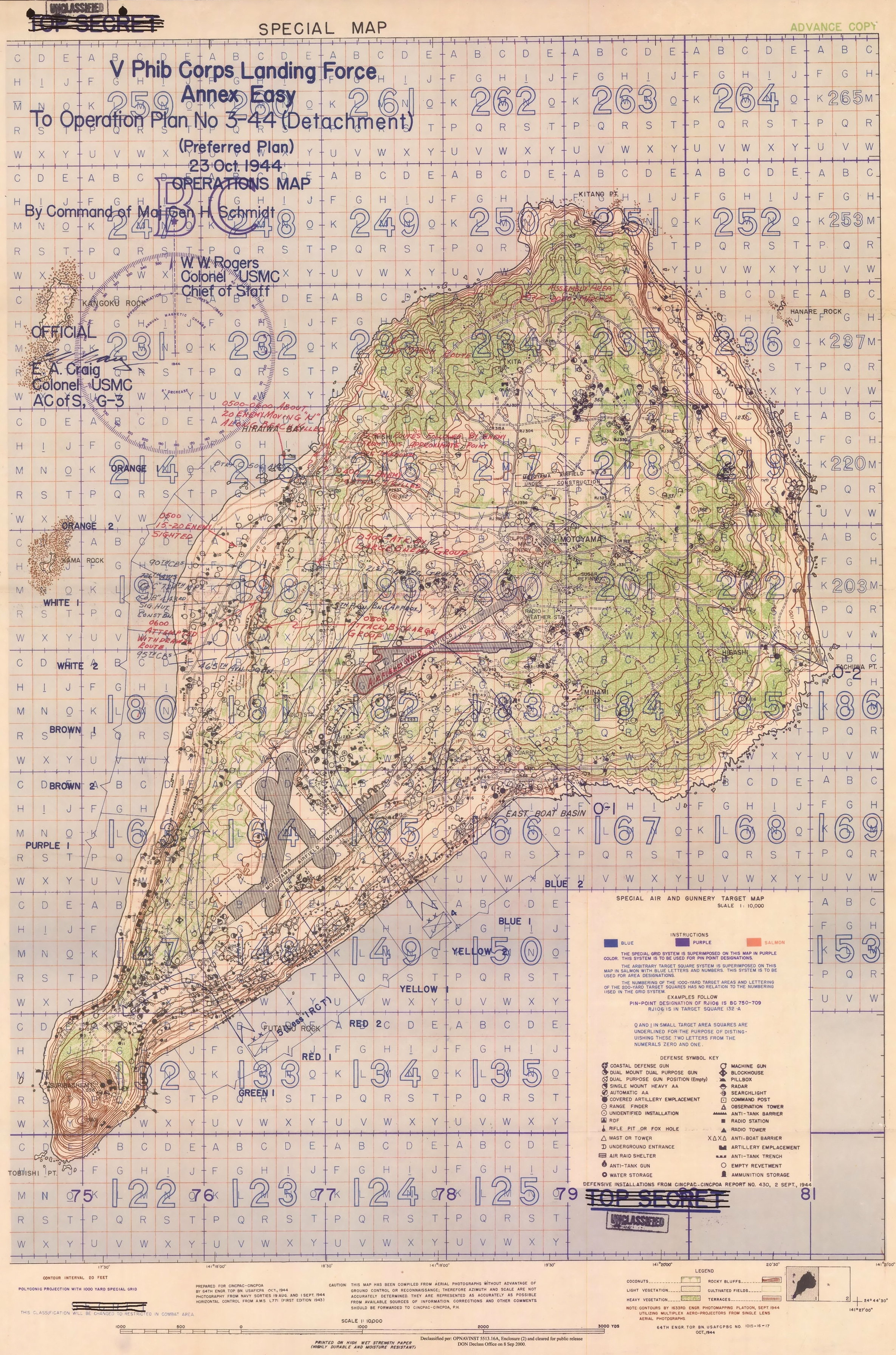
Detailkarte vom 2. September 1944
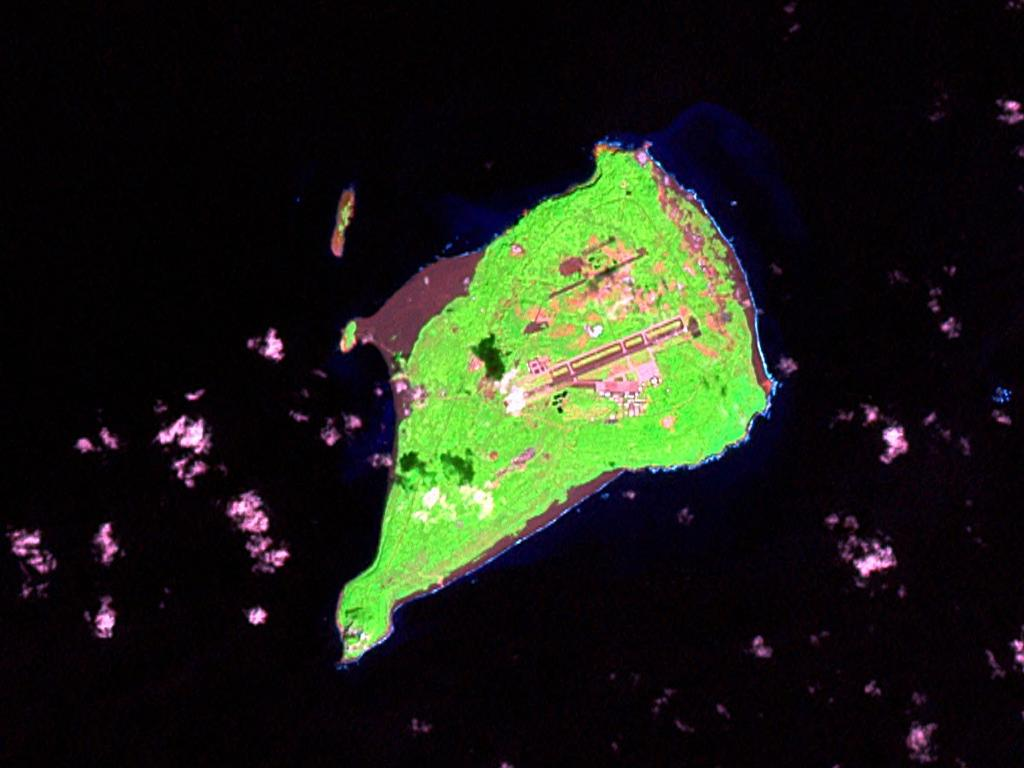
Satellitenbild, Falschfarben
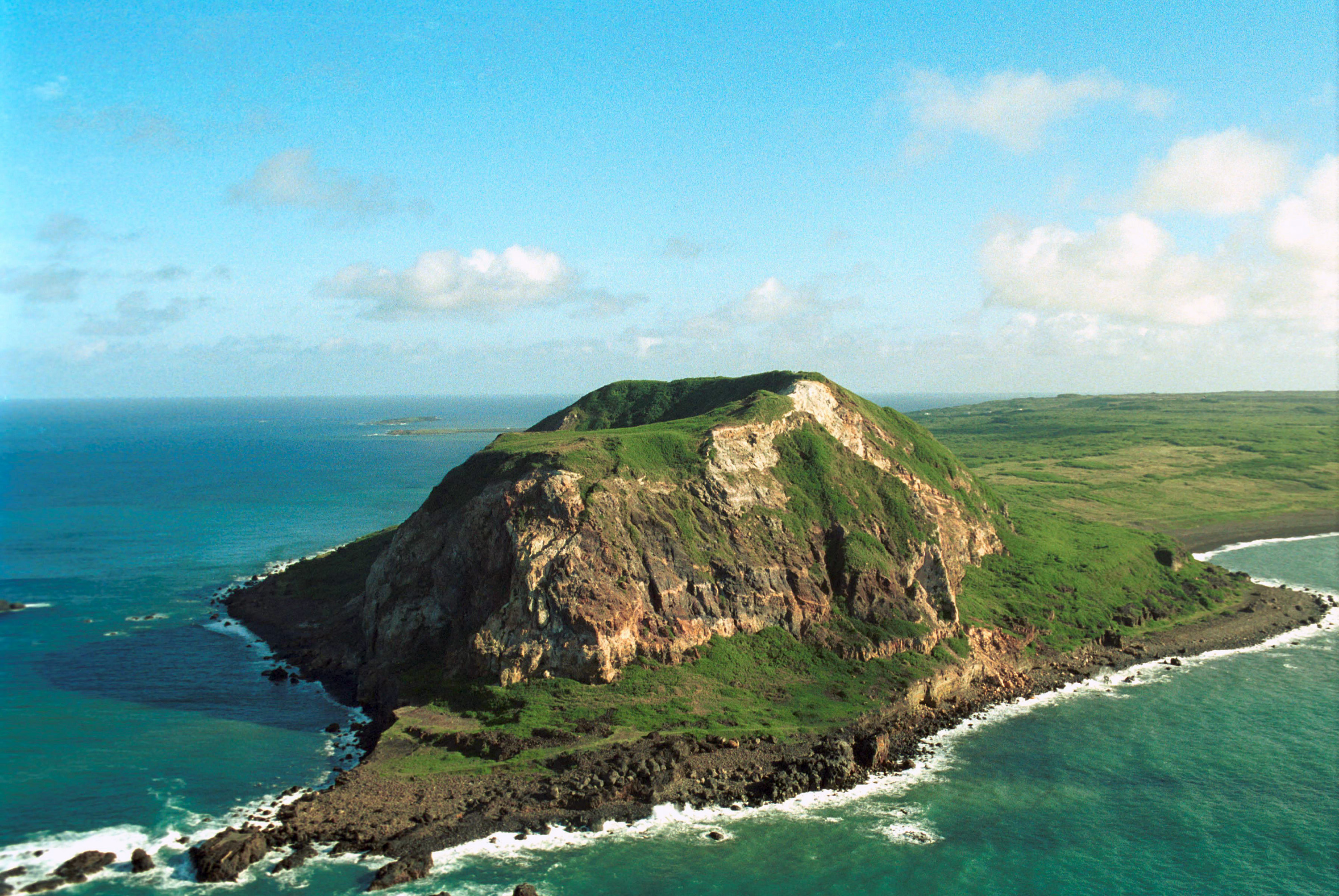
Suribachi
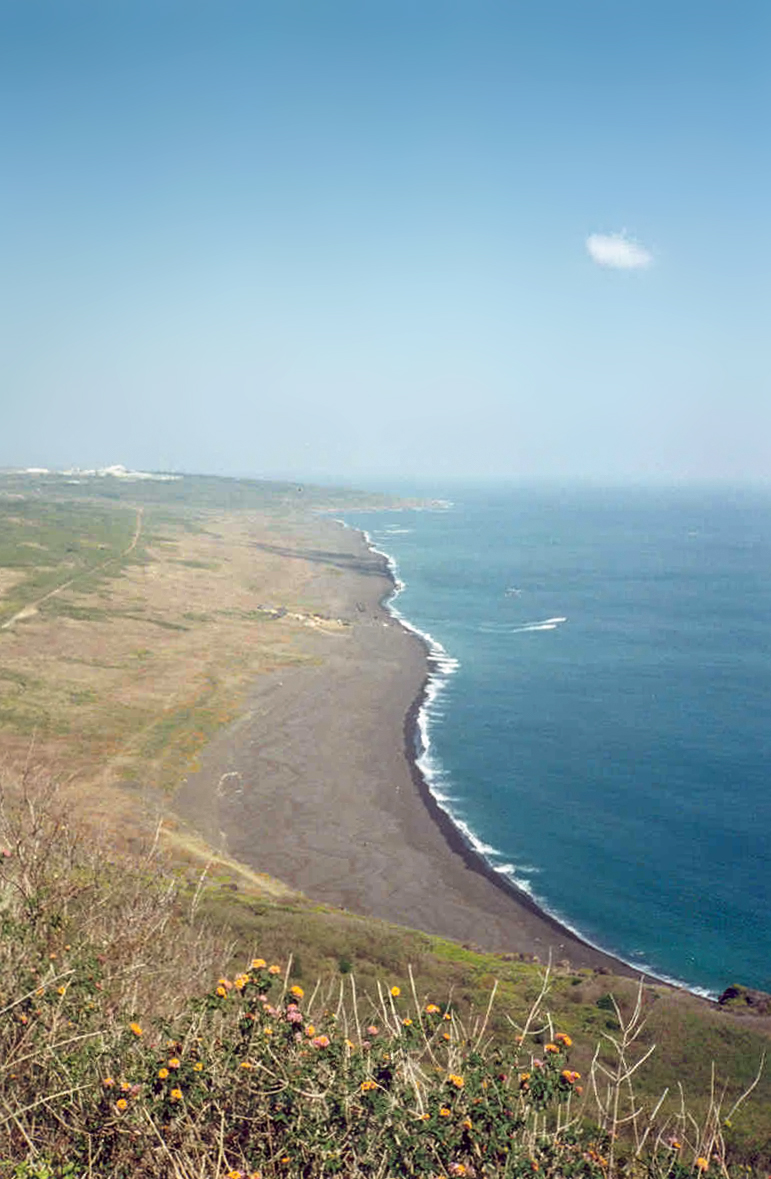
Ort der Invasion vom Suribachi-Gipfel
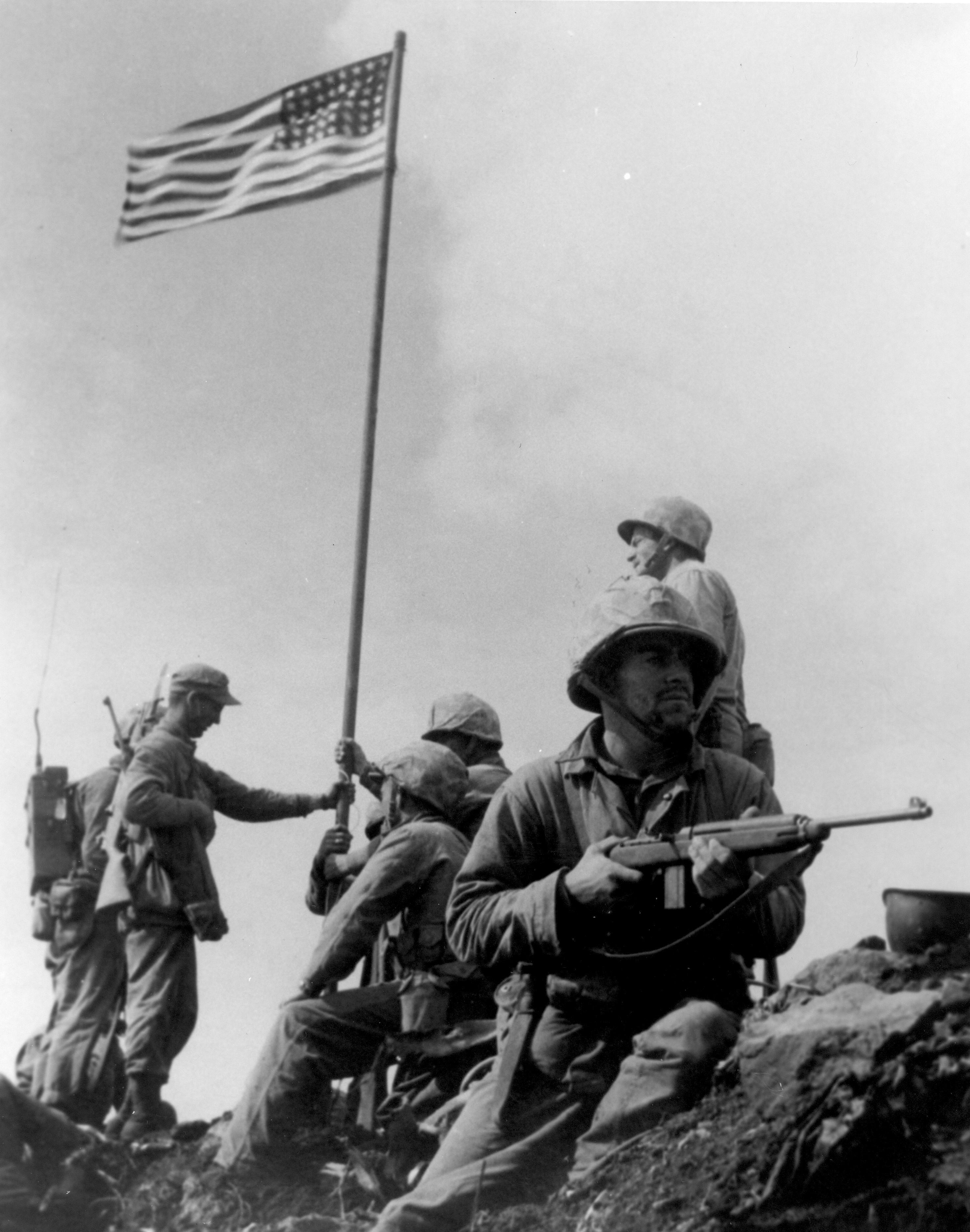
Hissen der ersten Flagge
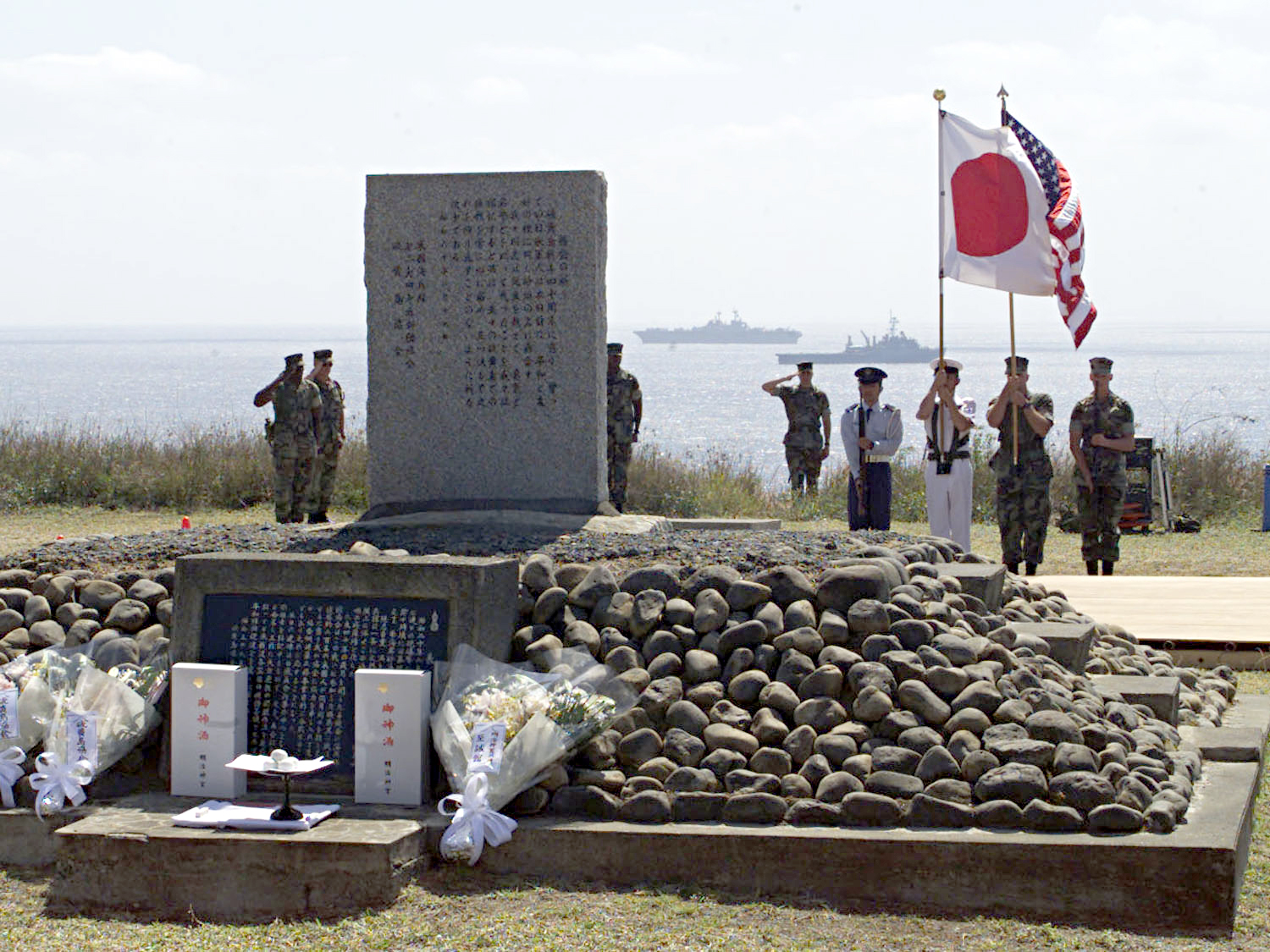
Das Denkmal für die Schlacht auf Iwojima
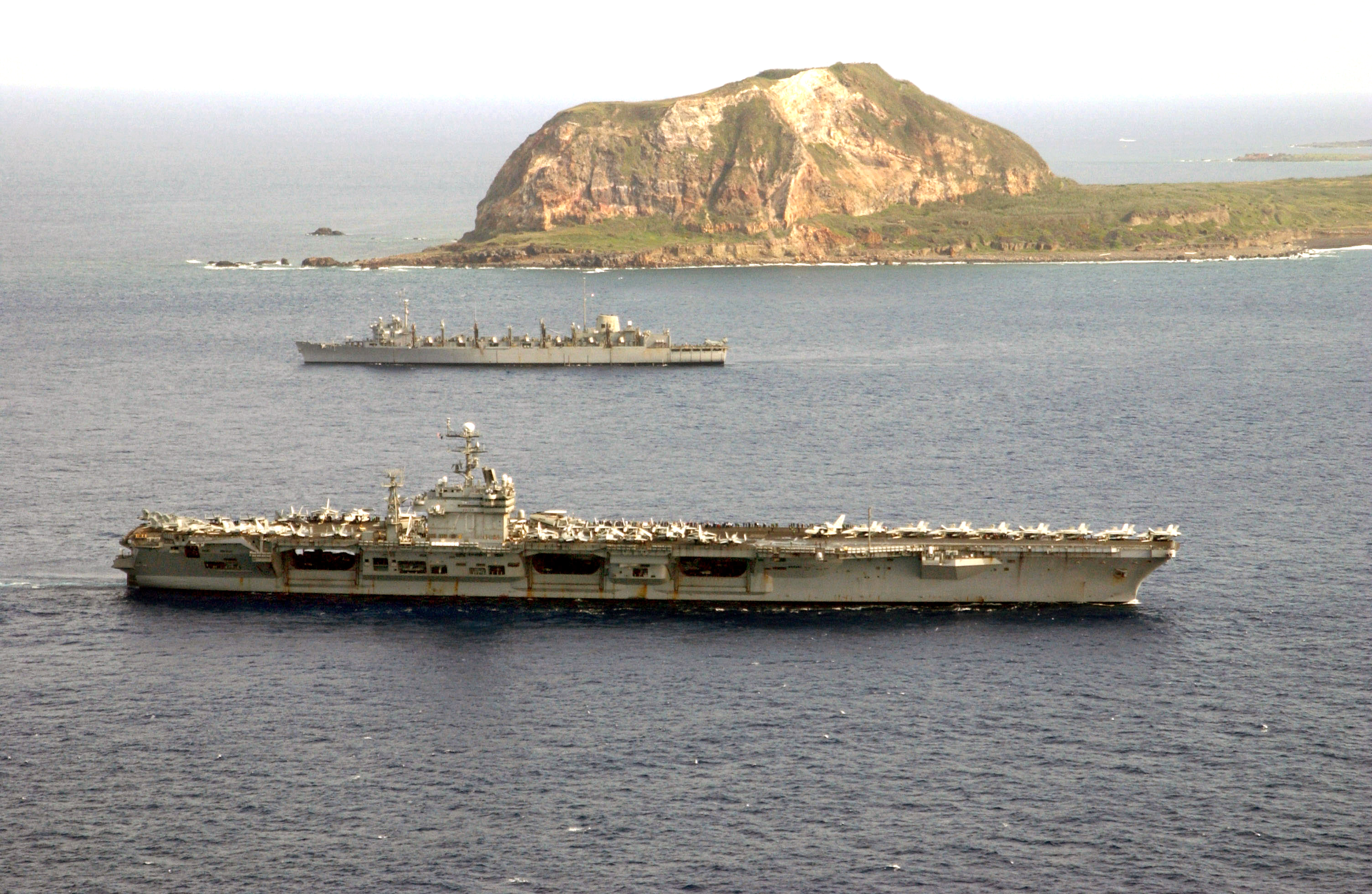
Schiffe vor dem Vulkan Suribachi der Insel Iwojima. Im Vordergrund die Carl Vinson